# Nokia 700
Il Nokia 700 è uno smartphone prodotto da Nokia.
È caratterizzato da un processore single core a 1 GHz, da 512 MB di SDRAM, display da 3,2 pollici e fotocamera a 5 megapixel full focus con flash led. Il suo sistema operativo è Symbian 3. Questo dispositivo possiede 2 GB di memoria interna, espandibili fino a 32 GB grazie allo slot microSD.